# PGC 32700
LEDA/PGC 32700 (auch NGC 3447A) ist eine irreguläre Zwerggalaxie vom Hubble-Typ dI im Sternbild Löwe auf der Ekliptik. Sie ist schätzungsweise 45 Millionen Lichtjahre von der Milchstraße entfernt und hat einen Durchmesser von etwa 20.000 Lichtjahren. Gemeinsam mit NGC 3447 bildet sie ein gebundenes Galaxienpaar.
Im selben Himmelsareal befinden sich u. a. die Galaxien NGC 3443, NGC 3454, NGC 3455, NGC 3457.